# Обелос
Обело̀с или обѐл (на латински: obelus; на старогръцки: ὀβελός) е небуквен символ, напомнящ обединение на знаците минус и двоеточие.
Въведен е от древногръцкия филолог и библиотекар на Александрийската библиотека Зенодот Ефески, за да обозначи съмнителни думи или твърдения. Символът може да изглежда като права хоризонтална черта или като черта с по една точка отгоре и отдолу. Поставял го в полетата до тези части от ръкописите, които предизвиквали съмнения в него.
През 1659 г. швейцарският математик Йохан Ран в своя труд „Teutsche Algebra“ използва обелоса, за да обозначи деление. В полската типографска традиция обелос се използвал за обозначение на диапазони, примерно записът 3÷7 е еквивалентен на израза „от три до седем“.